# Ciara Arnette
Pour les articles homonymes, voir Arnette (homonymie).
Ciara Arnette est une américaine chanteuse de jazz, actrice, et auteure -compositrice.

## Biographie
Elle a commencé à chanter après avoir travaillé en tant qu'ouvrière sociale à Los Angeles
En 2001, elle joue dans un premier film, Scheme-C6 du réalisateur et scénariste américain Rob Nilsson, dans lequel elle co-tient le premier rôle en interprétant le personnage de Reva.
Ciara a voyagé dans le monde entier avec les légendes de jazz Benny Golson, Kirk Lightsey, Pharoah Sanders, John Hicks, John Handy, Joe Magdalena, Enrico Pieranunzi et la chanteuse Cesária Évora. Elle est également un membre du groupe de musique électronique "Stereoscopes".

## Citations
- l'exécution est mémorable et stylistiquement changée[2]
- exécutions fortes données par le magnétique de compartiment de Ciara Arnette[3]